# Allekerkemolen
De Allekerkemolen is een windmolenrestant in de tot de West-Vlaamse gemeente Damme behorende plaats Sijsele, gelegen aan de Antwerpse Heirweg 25.
De molen, een ronde stenen molen van het type beltmolen, fungeerde als korenmolen en oliemolen.

## Geschiedenis
In de buurt Allekerke werd in 1633 een standerdmolen gebouwd die fungeerde als korenmolen. Deze werd in 1683 door Franse troepen in brand gestoken.
Het gilde van Brugse molenaars had in 1700 de Brugse Kattemolen aangekocht, gelegen op de Smedenvest, met het doel om daarmee boekweit te malen. Dit werd echter verboden, daar men van mening was dat dit met de hand moest gebeuren. Daarmee was de molen overtollig, want er was voldoende capaciteit om koren te malen, en men verplaatste deze molen daarom naar Sijsele, waartoe men reeds de molenberg van de voorganger had aangekocht. De molen werd omgedoopt tot Allekerkemolen.
In 1873 werd de standerdmolen vervangen door een ronde stenen molen, die als koren- en oliemolen dienst ging doen. Er kwam een dieselmotor voor het geval de wind uitbleef.
Vanaf 1929 werd het windbedrijf stopgezet, en in 1937 werd het wiekenkruis verwijderd. In 1941 volgde de kap. Tijdens de Tweede Wereldoorlog werd de molen gebruikt als uitkijktoren door de Duitse bezetter, en later door Vlaamse collaborateurs.
De romp is gebleven, maar het binnenwerk is er uit gesloopt. Bovendien raakt de romp geleidelijk in verval en brokkelt af.
- Inventaris van het Bouwkundig Erfgoed (Vlaanderen): 78932